# Saison 2016-2017 du Nîmes Olympique
Maillots
Chronologie
Saison précédente Saison suivante
La saison 2016-2017 du Nîmes Olympique est la vingt-neuvième saison de l'histoire du club gardois en championnat de France de deuxième division, la cinquième consécutive au sein de l'antichambre de l’élite du football français.
L'équipe est dirigée pour la deuxième saison consécutive par Bernard Blaquart, qui occupe le poste d'entraîneur depuis novembre 2015, avec pour mission principale de maintenir le club dans le monde professionnel après une saison où il a permis à ses joueurs de réaliser une remontée exceptionnelle pour obtenir leur maintien.
Cette nouvelle saison fait suite à une saison moyenne en s'en tenant qu'au résultat final, mais exceptionnelle sur le déroulement, car le club a obtenu son maintien en ayant démarré avec huit points de pénalité et était bon dernier à la mi-saison avant que le changement de staff ne redynamise l'équipe.
Les Crocos participent également durant la saison aux deux coupes nationales que sont la Coupe de France et la Coupe de la ligue dans lesquelles ils se font éliminer dès leur entrée en lice respectivement par l'Istres FC qui évolue en Division d'Honneur Régionale (Division 7) et par le LB Châteauroux, équipe de National. Ces éliminations prématurées permettent au club de se concentrer sur le championnat, et après avoir végéter dans le ventre mou jusqu'à fin janvier, les nîmois s'envolent pour finir à seulement deux points de la seconde place en ayant fait un passage sur le podium à quatre journées de la fin.

## Avant saison

### Objectif du club
En ce début de saison, les objectifs de Bernard Blaquart contrastent avec ceux du nouveau président et actionnaire principal du club Rani Assaf. En réponse à son président qui souhaite que le club gardois joue les premiers rôles en Ligue 2, l’entraîneur des crocos reste plus mesuré.

« C'est le boss ! En démarrant, on ne peut pas se fixer de limites. Après, il faut que tout soit en adéquation. Commençons à grandir, à se structurer, à devenir plus professionnel partout puis on verra bien. Si on peut finir dans les dix premiers, ce sera déjà pas mal mais je ne fais pas de plan sur la comète. On peut être plein d'espoir, mais se fixer aujourd'hui un objectif, c'est prématuré. »

— Bernard Blaquart

### Transferts
Mis à part les retours de prêt sortant de cette fin d'année qui concernent Jérôme Guihoata et Steve Mounié, le mercato débute pour le NO par les départs de trois joueurs, Romain Élie laissé libre de tout contrat et à la recherche d'un nouveau challenge, Jérémy Cordoval, pierre angulaire de la défense des crocos qui n'a pas souhaité renouveler son contrat et qui signe donc à l'ES Troyes AC et Rémy Sergio qui quitte le club pour signer au GS Consolat. Le club gardois connaît également une importante vague de départs à la suite du non-renouvellement de plusieurs joueurs importants de l'effectif. Ainsi, Mame Ousmane Cissokho, Anthony Koura, Kevin Renaut, Sylvain Coco, Kheireddine Zarabi, Toifilou Maoulida, Jonathan Lacourt et Anthony Kasparian sont laissés libres de négocier avec d'autre clubs. Par ailleurs, le milieu offensif Antonin Bobichon, ayant très peu joué lors de la saison passée (six apparitions seulement), est prêté pour une saison au CA Bastiais qui évolue en National. Le 15 août, les dirigeants du club annoncent avoir accepté l'offre de l'Angers SCO pour le gardien de but Mathieu Michel, qui quitte donc le club pour rejoindre la Ligue 1.
Côté recrue, le club est plutôt actif puisqu'il fait signer le 15 juin 2016 Zié Diabaté, le latéral gauche de l'AC Ajaccien avant d'enregistrer la venue dès le lendemain de Slimane Sissoko en provenance de l'Angers SCO et de Sada Thioub en provenance de l'EA Guingamp. Enfin, le club gardois annonce la venue d'Andreï Panyukov, l'international espoirs russe par le biais d'un prêt avec option d'achat du FK Atlantas Klaipėda qui sera finalement annulé le 5 juillet faute de visa. Le 26 juin 2016, le club gardois fait signer Fabien Garcia, défenseur central du CS Sedan-Ardennes, qui n'a connu le monde professionnel que lors d'une saison avec la réserve de l'EA Guingamp. Les dirigeants du Nîmes Olympique continuent le renforcement de l'équipe par le recrutement, le 29 juin 2016, du défenseur expérimenté Gaël Angoula qui évoluait depuis trois saisons à l'Angers SCO et enfin, le 5 juillet, du jeune attaquant Rachid Alioui arrivé tout droit de l'EA Guingamp. Enfin, début août, les dirigeants présentent aux supporteurs l'ancien montpelliérain Karim Aït-Fana, qui avait quitté le club rival à la fin de la saison dernière et qui signe dans le Gard sans indemnité de transfert après une période d'essai concluante. Enfin, lors de la dernière journée du marché des transferts estival, le club annonce avoir fait signer pour une nouvelle saison le sénégalais Mame Ousmane Cissokho qui avait quitté le club en fin de contrat au mois de juin et l'arrivée de Christian Kouakou, prêté par le SM Caen avec option d'achat.
Lors de la trêve hivernale, les dirigeants nîmois se renforce en faisant signer un gardien de but ayant longtemps évolué à l'AS Monaco, Martin Sourzac.

### Préparation d'avant-saison
Les joueurs nîmois retrouvent les terrains d'entraînements le lundi 20 juin 2016. Ils commencent leur préparation par un stage au Grau-du-Roi, du 27 juin au 1er juillet et affronteront l'AS Lattoise dans le cadre d’une opposition amicale le 1er juillet, s'imposant six buts à zéro avec notamment un quintuplé de Slimane Sissoko. Ils affrontent ensuite l’AS Béziers, le 8 juillet à Langlade, où ils s'imposent trois buts à zéro grâce à Slimane Sissoko, Renaud Ripart et Anthony Marin. Dans la foulée de ces résultats, les hommes de Bernard Blaquart accueillent le 15 juillet au stade des Costières, l'Olympique de Marseille qui entame sa préparation. Malgré une bonne résistance, les crocodiles cèdent à la 54e minute sur une frappe de Rémy Cabella et s'inclinent un but à zéro.
Pour finir, les hommes de Bernard Blaquart effectuent un second stage, du 18 au 22 juillet au Chambon-sur-Lignon, terminant le 22 juillet leur préparation par un dernier match amical face au Football Bourg-en-Bresse Péronnas à Pierrelatte, où ils s'inclinent sur le score de deux buts à zéro.

## Compétitions

### Championnat
La saison 2016-2017 de Ligue 2 est la soixante-dix-septième édition du championnat de France de football de deuxième division et la quinzième sous l’appellation « Ligue 2 ». La division oppose vingt clubs en une série de trente-huit rencontres. Les deux meilleurs de ce championnat sont promus directement en Ligue 1, le troisième jouant un match de barrage face au 18e de l'élite alors que les trois derniers sont relégués en National. Le Nîmes Olympique évolue pour la vingt-neuvième fois en deuxième division de son histoire et la cinquième consécutive depuis la saison 2012-2013.

#### Des débuts compliqués - Journées 1 à 5
Pour les cinq premières journées de championnat, les crocos débutent tout d'abord face au Stade lavallois, avant un déplacement périlleux sur le terrain du Havre AC, puis la réception du RC Lens qui sont deux clubs ayant joués la montée la saison précédente. Les nîmois enchaînent ensuite face à deux promus, un déplacement chez le RC Strasbourg lors de la quatrième journée et la réception de l'Amiens SC.
La première journée qui se déroule le 29 juillet, voit les crocodiles accueillir sur la pelouse du Stade des Costières, le Stade lavallois qui va obtenir un bon match nul (0-0) après un match marqué notamment par une expulsion dès la 53e minute de Féthi Harek. Les hommes de Bernard Blaquart enchaînent par deux défaites contre des candidats à la montée, Le Havre AC qui s'impose un but à zéro et le RC Lens qui s'impose sur la pelouse nîmoise deux buts à zéro. Lors de la 4e journée, les nîmois accrochent un petit point sur la pelouse du RC Strasbourg, le promu alsacien, grâce à Renaud Ripart qui inscrit le premier but nîmois de la saison en championnat, mais ne bonifient pas se bon point à l'extérieur lors de la journée suivante en s'inclinant à domicile deux buts à trois face à l'Amiens SC et cela malgré les deux buts de Rachid Alioui.

#### Le déclic lors des matchs à l'extérieur - Journées 6 à 12
Il faut attendre la sixième journée du championnat pour voir le club gardois remporter sa première victoire sur la pelouse des Chamois niortais sur le score de trois buts à un. Rachid Alioui, auteur de deux buts et d'une passe décisive, se montre actif durant cette rencontre, tout comme lors de la journée suivante où il inscrit un nouveau doublé face au Tours FC permettant aux nîmois de s'imposer une nouvelle fois trois buts à un. Après deux victoires à l'extérieur, les hommes de Bernard Blaquart se retrouvent au Stade des Costières lors de la journée suivante et décroche un match nul, deux buts partout, dans les dernières seconde du match face à l'ES Troyes AC. Lors de la neuvième journée, les crocos décrochent une nouvelle victoire sur la pelouse du GFC Ajaccio sur le score de deux buts à zéro grâce à des réalisations de Christian Kouakou et de l'incontournable Rachid Alioui, en tête du classement des buteurs de la Ligue 2. Lors de la dixième journée, les Nîmois sont tenus en échec sur leur pelouse par le Football Bourg-en-Bresse Péronnas, enchaînant ainsi un sixième match sans victoire au Stade des Costières cette saison. Ils se ressaisissent néanmoins lors de la journée suivante en décrochant un point sur la pelouse du Red Star FC, grâce à un doublé de Christian Kouakou, puis en résistant sur leur pelouse face au FC Sochaux-Montbéliard, aucun but n'étant inscrit lors de ce match.

#### Un automne mitigé - Journées 13 à 19
Les nîmois continuent leur bonne série à l'extérieur, enchaînant un sixième match sans défaite loin de ses bases en s'imposant trois buts à deux chez le Valenciennes FC grâce à un doublé de Slimane Sissoko, mais il n'arrivent toujours pas à renouer avec le succès à domicile lors de la journée suivante en étant tenu en échec par le Clermont Foot au Stade des Costières. Après une élimination peu glorieuse en coupe de France, les hommes de Bernard Blaquart s'inclinent pour la première fois en championnat depuis le mois d'août sur la pelouse de l'US Orléans deux buts à un malgré l'ouverture du score de Christian Kouakou. Les nîmois réagissent lors de la journée suivante en s'imposant pour la première fois de la saison dans leur stade, en battant le Stade de Reims, candidat à la remontée ne Ligue 1, sur le score de trois buts à zéro grâce notamment à un doublé de Rachid Alioui et deux passes décisives de Téji Savanier, mais s'inclinent lors de la journée suivante face à la lanterne rouge, l'AJ Auxerroise, sur le score de deux buts à zéro, avant de perdre à domicile face au leader du championnat, le Stade brestois sur le score de deux buts à un. Les nîmois terminent la phase aller du championnat, par une précieuse victoire sur la pelouse de l'AC Ajaccien sur le score de deux buts à un avec des réalisations de Rachid Alioui et de Téji Savanier.

#### Entre nul et coups d'éclats - Journées 20 à 27
Après une trêve hivernale peu animée du côté des transferts, les hommes de Bernard Blaquart effectuent un stage d'une semaine à Peralada où ils disputent une rencontre amicale face à l'équipe locale. Victimes d'une épidémie, très peu de titulaires sont alignés et les Nîmois s'inclinent 2 buts à 1. Ils retrouvent ensuite le championnat et doivent se contenter d'un nul zéro partout face au Havre AC, privés de leurs deux principaux artilleurs, Rachid Alioui et Christian Kouakou, puis enchaînent avec une belle prestation sur la pelouse du RC Lens alors deuxième du championnat, en s'imposant trois buts à un, avant de concéder un nouveau nul sur leur pelouse face au RC Strasbourg, deux buts partout, lors de la journée suivante. Les nîmois continuent à impressionner à l'extérieur lors de la 23e journée en s'imposant deux buts à un sur la pelouse de l'Amiens SC, se replaçant ainsi dans la course à la montée, seulement cinq points les séparant de la deuxième place du championnat, puis enchaînent enfin à domicile en s'imposant nettement trois buts à zéro contre les Chamois niortais. Lors de la journée suivante, les Nîmois sont tenus en échec par le Tours FC un but partout dans un match marqué par les expulsions de Zié Diabaté et d'Anthony Briançon, puis ils ramènent un bon point de leur déplacement chez l'ES Troyes AC, un concurrent direct à la montée, en réalisant un match nul zéro but à zéro, avant d'être tenu en échec par le GFC Ajaccio un but partout sur leur pelouse.

#### La montée en puissance - Journées 28 à 33
Lors de la 28e journée les nîmois décroche un précieux succès sur la pelouse du Football Bourg-en-Bresse Péronnas grâce à la réalisation de Théo Valls à la 77e minute, puis enchaîne par une victoire sur le score de deux buts à zéro face au Red Star FC lors de la journée suivante, avant de chuter sur la pelouse du FC Sochaux-Montbéliard sur le score de deux buts à un. Les gardois se relancent lors de la journée suivante en s'imposant sur leur pelouse un but à zéro face au Valenciennes FC, puis en réalisant un match plein sur la pelouse du Clermont Foot pour s'imposer trois buts à deux avec un doublé de Christian Kouakou, avant de battre l'US Orléans au stade des Costières deuc buts à zéro et demonter pour la première fois de la saison sur le podium de la Ligue 2.

#### Le sprint final - Journées 34 à 38
Le sprint final du championnat débute pour les nîmois par un match périlleux sur la pelouse du Stade de Reims. Alors qu'ils ont été menés au score depuis la 41e et vu Zié Diabaté expulsé en seconde période, les gardois arrachent le match nul à la 83e grâce à Anthony Briançon bien servi par Téji Savanier. Lors de la journée suivante, les hommes de Bernard Blaquart prennent une douche froide, en s'inclinant sur leur pelouse face à l'AJ Auxerroise un but à zéro, mais se ressaisissent dès la journée suivante en s'imposant sur la pelouse du Stade brestois trois buts à deux, contre une équipe en chute libre dans le classement après avoir dominé toute la saison, puis en s'imposant sur leur pelouse trois buts à un contre l'AC Ajaccien. Les Crocos terminent la saison sur la pelouse du Stade lavallois et s'imposent deux buts à un, mais leurs adversaires ne font aucun faux pas, et laissent le Nîmes Olympique à la 6e place du classement à seulement 3 points du leader. 

### Classement final et statistiques
Le Nîmes Olympique termine le championnat à la sixième place avec 17 victoires, 13 matchs nuls et 8 défaites. Une victoire rapportant trois points et un match nul un point, le NO totalise 64 points soit trois points de moins que le club sacré champion, le RC Strasbourg. Les Nîmois possèdent la quatrième meilleure attaque du championnat et la quatrième défense. Le NO est la treizième meilleure équipe à domicile du championnat (27 points), et la première à l'extérieur (37 points). Le club termine à la dernière place du classement du fair-play établi par la Ligue de football professionnel, avec 75 cartons jaunes et 11 cartons rouges.
Le RC Strasbourg, l'Amiens SC, deux clubs qui avaient déjà connu une montée la saison précédente, et l'ES Troyes AC après une victoire lors du match de barrage, montent en première division après une saison passée à ce niveau. Les deux clubs relégués en National 1 2017-2018 sont le Stade lavallois après huit ans passé au sein de la seconde division et le Red Star FC après deux ans passé au sein de la seconde division.
| Rang | Équipe            | Pts | J  | G  | N  | P  | Bp | Bc | Diff |
| ---- | ----------------- | --- | -- | -- | -- | -- | -- | -- | ---- |
| 3    | ES Troyes AC R    | 66  | 38 | 19 | 9  | 10 | 59 | 43 | +16  |
| 4    | RC Lens           | 65  | 38 | 18 | 11 | 9  | 59 | 40 | +19  |
| 5    | Stade brestois 29 | 65  | 38 | 19 | 8  | 11 | 58 | 44 | +14  |
| 6    | Nîmes Olympique   | 64  | 38 | 17 | 13 | 8  | 58 | 40 | +18  |
| 7    | Stade de Reims R  | 55  | 38 | 14 | 13 | 11 | 42 | 39 | +3   |
| 8    | Le Havre AC       | 54  | 38 | 14 | 12 | 12 | 39 | 31 | +8   |
| 9    | GFC Ajaccio R     | 51  | 38 | 13 | 12 | 13 | 47 | 51 | -4   |

- Barrage de promotion en Ligue 1
- R : Relégué de Ligue 1

### Coupe de France
La coupe de France 2016-2017 est la 100e édition de la coupe de France, une compétition à élimination directe mettant aux prises les clubs de football amateurs et professionnels à travers la France métropolitaine et les DOM-TOM. Elle est organisée par la FFF et ses ligues régionales.
Alors que le tirage au sort semblait plutôt clément pour les nîmois, l'Istres FC évoluant en Division d'Honneur Régionale soit le septième niveau du football national, les hommes de Bernard Blaquart vont se faire surprendre par les amateurs istréens. Alors que Slimane Sissoko avait donné l'avantage au club gardois, les locaux vont inscrire deux buts coup sur coup à l'heure de jeux. La réduction du score de ce même Slimane Sissoko permet aux crocos d'aller chercher une prolongation. C'est Antony Caldeirinha, l'attaquant provencal qui va donner la victoire à son équipe à la 110e minute, ajoutant à leur tableau de chasse déjà bien garni, un club de seconde division.

### Coupe de la Ligue
La Coupe de la Ligue 2016-2017 est la 23e édition de la Coupe de la Ligue, compétition à élimination directe organisée par la Ligue de football professionnel (LFP) depuis 1994, qui rassemble uniquement les clubs professionnels de Ligue 1, Ligue 2 et National. Depuis 2009, la LFP a instauré un nouveau format de coupe plus avantageux pour les équipes qualifiées pour une coupe d'Europe.
Lors du tirage au sort du premier tour de la compétition, le Nîmes Olympique hérite d'un club de troisième division, le LB Châteauroux qui se déplace au Stade des Costières le 9 août. Alors que les crocodiles semblent avoir le match en main grâce à l'ouverture du score de Renaud Ripart dès la 21e minute, Kévin Das Neves égalise à dix minutes de la fin, poussant les nîmois à la séance de tirs au but qui tourne à l'avantage des castelroussins.

### Matchs officiels de la saison
Le tableau ci-dessous retrace les rencontres officielles jouées par le Nîmes Olympique durant la saison. Les buteurs sont accompagnés d'une indication sur la minute de jeu où est marqué le but et, pour certaines réalisations, sur sa nature (penalty ou contre son camp).
| Compétition       | Débute au tour | Place ou tour final | Matches joués | Gagnés | Nuls | Perdus | Buts pour | Buts contre | Différence |
| Ligue 2           | -              | 6e                  | 38            | 17     | 13   | 8      | 58        | 40          | +18        |
| Coupe de France   | 7e Tour        | 7e Tour             | 1             | 0      | 0    | 1      | 2         | 3           | -1         |
| Coupe de la ligue | 1er Tour       | 1er Tour            | 1             | 0      | 1    | 0      | 1         | 1           | +0         |
| Total             | -              | -                   | 40            | 17     | 14   | 9      | 61        | 44          | +17        |

## Joueurs et encadrement technique

### Encadrement technique
Bernard Blaquart est un ancien joueur professionnel dans les années 1970-1980 qui va par la suite évoluer au poste d’entraîneur dans de nombreux clubs amateurs avant de rentrer au centre de formation du Tours FC puis d'être appelé en tant qu'intérimaire en août 2012 pour aider le club. En 2013, il rejoint le club gardois en tant que directeur du centre de formation avant d'être appelé le 22 novembre 2015 en replacement de José Pasqualetti pour sauver le club.

### Effectif professionnel
Dans l'effectif professionnel de la saison 2016-2017, pas moins de sept joueurs sont issus du centre de formation du club.

### Statistiques individuelles
| Joueur                | Total |
| Téji Savanier         | 13    |
| Rachid Alioui         | 6     |
| Mame Ousmane Cissokho | 4     |
| Larry Azouni          | 3     |
| Renaud Ripart         | 3     |
| Christian Kouakou     | 2     |
| Florian Fabre         | 1     |
| Théo Valls            | 1     |
| Sada Thioub           | 1     |
| Sofiane Alakouch      | 1     |
| Karim Aït-Fana        | 1     |

| Joueur                | Total |
| Rachid Alioui         | 13    |
| Renaud Ripart         | 9     |
| Christian Kouakou     | 8     |
| Téji Savanier         | 8     |
| Anthony Briançon      | 6     |
| Slimane Sissoko       | 5     |
| Sada Thioub           | 4     |
| Larry Azouni          | 2     |
| Théo Valls            | 2     |
| Mame Ousmane Cissokho | 2     |
| Zié Diabaté           | 1     |

## Tactique
| \| Marillat 40 Diabaté 24 Harek 21 Briançon 23 Alakouch 33 Azouni 5 Valls 18 Kouakou 13 Ripart 20 Alioui 7 Savanier 11 \| L'équipe type de la saison en 4-4-2. · D'après les temps de jeu à leur poste. |
| Marillat 40 Diabaté 24 Harek 21 Briançon 23 Alakouch 33 Azouni 5 Valls 18 Kouakou 13 Ripart 20 Alioui 7 Savanier 11                                                                                     |

## Aspects juridiques et économiques

### Structure juridique et organigramme
Le Nîmes Olympique se compose d'une association, titulaire du numéro d'affiliation de la FFF et d'une société. L'équipe professionnelle est gérée par la société anonyme sportive professionnelle (SASP) Nîmes Olympique au capital de 1 713 960 euros. La SASP est liée par le biais d'une convention à l'association loi de 1901 Nîmes Olympique Association, structure qui regroupe le centre de formation et les équipes amateurs du club.
Le Nîmes Olympique est dirigé par un conseil d'administration dont le président est Rani Assaf. L'organigramme s'établit comme suit :
| Direction | Administratif | Sportif |
| --- | --- | --- |
| Président : Rani Assaf Vice-président : Aimé Landes Président de l'association : Gerard Di Domenico Directeur du centre de formation : Christian Mattiello | Responsable Financier : Laurent Boutrouche Responsable commercial : Xavier Laget Responsable communication : Jordan Isen Responsables sécurité : Jean-Marie Lopez | Entraîneur : Bernard Blaquart Entraîneur adjoint : Jérôme Arpinon Entraîneur des gardiens : Sébastien Gimenez Préparateur physique : Richard Goyet |

## Affluence et télévision

### Affluence
Affluence du Nîmes Olympique à domicile

### Retransmission télévisée
Cette saison en Ligue 2, les diffuseurs sont les mêmes que lors de la saison précédente, à savoir beIN Sports et Eurosport. La filiale du groupe Al Jazeera diffuse neuf rencontres par journées, dont huit matchs en multiplex le vendredi soir à vingt heures. Un neuvième est diffusé le samedi à quatorze heures. Le dixième et dernier match se dispute le lundi soir à vingt heures trente, en direct sur Eurosport 2.

## Équipe réserve et équipes de jeunes

### Équipe réserve
L’équipe réserve du Nîmes Olympique sert de tremplin vers le groupe professionnel pour les jeunes du centre de formation ainsi que de recours pour les joueurs de retour de blessure ou en manque de temps de jeu.
Pour la saison 2016-2017, elle évolue dans le Championnat de France Amateur 2, soit le cinquième niveau de la hiérarchie du football en France. Les objectifs de l'équipe sont de monter à l'échelon supérieur après une saison à côtoyer le haut du classement.
| Rang | Équipe               | Pts | J  | G  | N  | P  | Bp | Bc | Diff |
| ---- | -------------------- | --- | -- | -- | -- | -- | -- | -- | ---- |
| 4    | Balma SC             | 44  | 26 | 12 | 8  | 6  | 44 | 35 | +9   |
| 5    | Rodéo FC P           | 42  | 26 | 12 | 6  | 8  | 51 | 35 | +16  |
| 6    | ES Cannet-Rocheville | 41  | 26 | 13 | 2  | 11 | 47 | 29 | +18  |
| 7    | Nîmes Olympique rés. | 35  | 26 | 10 | 5  | 11 | 34 | 40 | -6   |
| 8    | AC Ajaccien rés.     | 34  | 26 | 9  | 7  | 10 | 43 | 44 | -1   |
| 9    | AS Fabrègues         | 33  | 26 | 7  | 12 | 7  | 36 | 35 | +1   |
| 10   | Olympique d'Alès     | 31  | 26 | 7  | 10 | 9  | 28 | 39 | -11  |

Le tableau suivant liste les matchs de l'équipe réserve du Nîmes Olympique.

### Équipe de jeunes
Le Nîmes Olympique aligne plusieurs équipes de jeunes dans les championnats départementaux et régionaux. Parmi ces équipes de jeunes, l'équipe des mois de 19 ans participe à deux compétitions majeures, le championnat national des moins de 19 ans et la Coupe Gambardella 2016-2017. L'équipe des mois de 17 ans évolue également en championnat national.
| Rang | Équipe             | Pts | J  | G  | N  | P  | Bp | Bc | Diff |
| ---- | ------------------ | --- | -- | -- | -- | -- | -- | -- | ---- |
| 7    | OGC Nice           | 37  | 26 | 11 | 4  | 11 | 46 | 37 | +9   |
| 8    | Olympique lyonnais | 36  | 26 | 9  | 8  | 9  | 48 | 37 | +11  |
| 9    | SC Bastia          | 36  | 26 | 11 | 3  | 12 | 46 | 51 | -5   |
| 10   | Nîmes Olympique    | 36  | 26 | 11 | 3  | 12 | 35 | 39 | -4   |
| 11   | US Colomiers       | 33  | 26 | 7  | 12 | 7  | 31 | 24 | +7   |
| 12   | Clermont Foot      | 30  | 26 | 7  | 8  | 11 | 42 | 58 | -16  |
| 13   | AS Cannes          | 30  | 26 | 8  | 5  | 13 | 36 | 57 | -21  |

| Rang | Équipe                 | Pts | J  | G  | N | P  | Bp | Bc | Diff |
| ---- | ---------------------- | --- | -- | -- | - | -- | -- | -- | ---- |
| 4    | FC Istres              | 44  | 26 | 13 | 5 | 8  | 44 | 43 | +1   |
| 5    | Montpellier HSC        | 42  | 26 | 12 | 6 | 8  | 41 | 31 | +10  |
| 6    | OGC Nice               | 40  | 26 | 12 | 4 | 10 | 61 | 39 | +22  |
| 7    | Nîmes Olympique        | 39  | 26 | 11 | 6 | 9  | 43 | 37 | +6   |
| 8    | SC Bastia              | 38  | 26 | 11 | 5 | 10 | 53 | 38 | +15  |
| 9    | Olympique de Marseille | 37  | 26 | 10 | 7 | 9  | 39 | 33 | +6   |
| 10   | AC Ajaccien            | 35  | 26 | 10 | 5 | 11 | 58 | 50 | +8   |

### Feuilles et résumés de matchs
1. ↑  « Nîmes réussit son premier test face à Béziers (3-0) », sur midilibre.fr, 14 juillet 2016 (consulté le 23 juillet 2016).
2. ↑  « Amical : battu par l'OM (0-1), Nîmes n'a pas démérité », sur midilibre.fr, 20 juillet 2016 (consulté le 23 juillet 2016).
3. ↑  « Amical : une piqûre de rappel pour Nîmes battu par Bourg (2-0) », sur midilibre.fr, 23 juillet 2016 (consulté le 23 juillet 2016).
4. ↑  « Ligue 2 1re Journée : NO 0-0 SL » (consulté le 31 juillet 2016).
5. ↑  « Ligue 2 2e Journée : LHAC 1-0 NO » (consulté le 18 août 2016).
6. ↑  « Ligue 2 3e Journée : NO 0-2 RCL » (consulté le 18 août 2016).
7. ↑  « Ligue 2 4e Journée : NO 2-3 ASC » (consulté le 10 septembre 2016).
8. ↑  « Ligue 2 6e Journée : CN 1-3 NO » (consulté le 10 septembre 2016).
9. ↑  « Ligue 2 7e Journée : TFC 1-3 NO » (consulté le 18 septembre 2016).
10. ↑  « Ligue 2 8e Journée : NO 2-2 ESTAC » (consulté le 21 septembre 2016).
11. ↑  « Ligue 2 9e Journée : GFCA 0-2 NO » (consulté le 24 septembre 2016).
12. ↑  « Ligue 2 10e Journée : NO 0-0 FBBP » (consulté le 18 octobre 2016).
13. ↑  « Ligue 2 11e Journée : RSFC 3-3 NO » (consulté le 18 octobre 2016).
14. ↑  « Ligue 2 12e Journée : NO 0-0 FCSM » (consulté le 22 octobre 2016).
15. ↑  « Ligue 2 13e Journée : VFC 2-3 NO » (consulté le 31 octobre 2016).
16. ↑  « Ligue 2 14e Journée : NO 1-1 CF » (consulté le 6 novembre 2016).
17. ↑  « Ligue 2 15e Journée : USO 2-1 NO » (consulté le 19 novembre 2016).
18. ↑  « Ligue 2 16e Journée : NO 3-0 SR » (consulté le 26 novembre 2016).
19. ↑  « Ligue 2 17e Journée : AJA 2-0 NO » (consulté le 10 décembre 2016).
20. ↑  « Ligue 2 18e Journée : NO 1-2 SB » (consulté le 17 décembre 2016).
21. ↑  « Ligue 2 19e Journée : ACA 1-2 NO » (consulté le 17 décembre 2016).
22. ↑  « Ligue 2 20e Journée : NO 0-0 LHAC » (consulté le 14 janvier 2017).
23. ↑  « Ligue 2 21e Journée : RCL 1-3 NO » (consulté le 22 janvier 2017).
24. ↑  « Ligue 2 22e Journée : NO 2-2 RCS » (consulté le 28 janvier 2017).
25. ↑  « Ligue 2 23e Journée : ASC 1-2 NO » (consulté le 4 février 2017).
26. ↑  « Ligue 2 24e Journée : NO 3-0 CN » (consulté le 8 février 2017).
27. ↑  « Ligue 2 25e Journée : NO 1-1 TFC » (consulté le 13 février 2017).
28. ↑  « Ligue 2 26e Journée : ESTAC 0-0 NO » (consulté le 19 février 2017).
29. ↑  « Ligue 2 27e Journée : NO 1-1 GFCA » (consulté le 15 mars 2017).
30. ↑  « Ligue 2 28e Journée : FBBP 0-1 NO » (consulté le 15 mars 2017).
31. ↑  « Ligue 2 29e Journée : NO 2-0 RSFC » (consulté le 15 mars 2017).
32. ↑  « Ligue 2 30e Journée : FCSM 2-1 NO » (consulté le 22 mars 2017).
33. ↑  « Ligue 2 31e Journée : NO 1-0 VFC » (consulté le 5 avril 2017).
34. ↑  « Ligue 2 32e Journée : CF 2-3 NO » (consulté le 8 avril 2017).
35. ↑  « Ligue 2 33e Journée : NO 2-0 USO » (consulté le 22 avril 2017).
36. ↑  « Ligue 2 34e Journée : SR 1-1 NO » (consulté le 22 avril 2017).
37. ↑  « Ligue 2 35e Journée : NO 0-1 AJA » (consulté le 29 avril 2017).
38. ↑  « Ligue 2 36e Journée : SB 2-3 NO » (consulté le 6 mai 2017).
39. ↑  « Ligue 2 37e Journée : NO 3-1 AJA » (consulté le 14 mai 2017).
40. ↑  « Ligue 2 38e Journée : SL 1-2 NO » (consulté le 11 juillet 2017).
41. ↑  « Coupe de France 7e Tour : IFC 3-2 NO » (consulté le 12 novembre 2016).
42. ↑  « Coupe de la Ligue 1er Tour : NO 1-1 LBC » (consulté le 18 août 2016).